# 米利基
50°37′47″N 32°34′21″E / 50.62972°N 32.57250°E
米利基（烏克蘭語：Мільки），是烏克蘭的村落，位於該國北部切爾尼戈夫州，由普里盧基區負責管轄，始建於1600年，面積0.93平方公里，海拔高度113米，2001年人口69，人口密度每平方公里74人。